# Elisabetta Vendramini
Elisabetta Vendramini (Bassano del Grappa, 9 aprile 1790 – Padova, 2 aprile 1860) è stata la fondatrice della congregazione delle suore terziarie francescane elisabettine; è stata beatificata da papa Giovanni Paolo II nel 1990.

## Biografia
Elisabetta Vendramini nacque a Bassano del Grappa il 9 aprile 1790. Da bambina fu educata in un convento agostiniano e ricevette la sua educazione religiosa da entrambi i genitori.
Nel 1811 si fidanzò, nonostante l'obiezione dei genitori, con un uomo ferrarese di umili origini. Ruppe questo fidanzamento la sera prima del suo matrimonio nel 1817 perché sentiva una chiamata chiara e concisa alla vita religiosa in modo da potersi dedicare ai bisogni dei poveri. Cominciò a prendersi cura dei bambini nella sua città natale e in seguito, nel 1820, si unì allo staff di un orfanotrofio sito in un ex convento dei cappuccini. Nel 1821 divenne professa nel Terzo Ordine di San Francesco e ne assunse l'abito. Operò anche presso l'istituto degli esposti. Nel novembre del 1828 si trasferì a Padova e l'anno successivo, assieme a due compagne - Felicita Rubotto e Chiara Der - aprì una propria scuola per giovani abbandonate.
Il 10 novembre 1830, con l'aiuto di don Luigi Maran (1794-1859), istituì a Padova le suore terziarie francescane elisabettine. Erano suore insegnanti, pronte però a dedicarsi all'assistenza ad anziani e ammalati. Intitolò l'ordine in onore di Santa Elisabetta d'Ungheria. L'istituto fu impostato per seguire la Regola di san Francesco che papa Nicola IV approvò nel 1289. La sua congregazione si distinse particolarmente durante l'epidemia di febbre asiatica che afflisse Padova nel 1836.
Morì a Padova all'alba del 2 aprile 1860 all'età di 69 anni. Le esequie si tennero nella basilica del Carmine a Padova. Fu sepolta in quello che oggi è il cimitero maggiore di Padova. Le sue spoglie scomparvero nel 1872 dopo che le tombe dove era sepolta furono ristrutturate. Oggi è ricordata con una lapide nel settore degli ossari dello stesso cimitero.

## Eredità
Il 19 febbraio 1904 il suo ordine fu aggregato a quello dei frati minori. Il 5 aprile 1910 papa Pio X emanò il decreto di lode. L'ordine ricevette la piena approvazione il 18 giugno 1934 da papa Pio XI. 
Le terziarie francescane elisabettine si dedicano a varie attività educative, socio-assistenziali e sanitarie. Sono presenti in Europa (Italia), nelle Americhe (Argentina, Ecuador), in Africa (Egitto, Kenya, Sudan del Sud) e in Palestina; la sede generalizia è a Padova. Al 31 dicembre 2005, la congregazione contava 1.032 religiose in 117 case.

## Processo di beatificazione
Il processo di beatificazione iniziò nella diocesi di Padova il 30 dicembre 1938 - sotto il pontificato di Pio XI - con un processo informativo che le garantì il titolo di Serva di Dio come prima tappa ufficiale. L'indagine informativa si concluse il 18 aprile 1947. I teologi raccolsero i suoi scritti e li approvarono come in linea con la fede in un decreto del 2 aprile 1964. Il secondo processo si aprì l'8 giugno 1963, per continuare il lavoro del primo processo, e si chiuse il 30 novembre 1964. L'ultimo fu inaugurato il 12 gennaio 1965 e si chiuse qualche tempo dopo.
La positio fu sottoposta alla Congregazione delle cause dei santi nel 1986 e venne inviata alla commissione degli storici affinché quest'ultimo gruppo valutasse se la causa avesse o meno ostacoli storici che gli avrebbero impedito di procedere. Il gruppo di storici approvò la causa il 10 marzo 1987. L'11 marzo 1988 la Congregazione delle cause dei santi convalidò le precedenti tre procedure e incaricò i teologi di discutere la causa. Questi ultimi espressero il proprio consenso al contenuto della positio il 28 giugno 1988. Il 7 febbraio dell'anno successivo la Congregazione delle cause dei santi diede la sua approvazione e permise di trasmettere le conclusioni al papa perché ricevesse la sua approvazione.
Il 18 febbraio 1989 papa Giovanni Paolo II autorizzò la promulgazione del decreto riguardante il fatto che la Vendramini visse una vita cristiana modello di virtù eroica e in cui si diceva che avesse esemplificato le virtù cardinali e le virtù teologali  e ottenne quindi il titolo di venerabile.
Il miracolo richiesto per la sua beatificazione fu indagato nella sua diocesi di origine tra il maggio e il luglio del 1956. Ricevette la convalida della Congregazione delle cause dei santi il 21 aprile 1989 e l'approvazione della consulta medica il 15 novembre dello stesso anno. Il 23 marzo 1990 anche i teologi consultori espressero la loro approvazione al miracolo. La Congregazione delle cause dei santi diede la sua approvazione il 19 giugno dello stesso anno. Il papa espresse la sua approvazione il 10 luglio 1990. Il miracolo in questione riguardava la perfetta e rapida guarigione di Sergia De Carlo - una religiosa del suo ordine - avvenuta a Padova nel dicembre del 1936. La donna era affetta da "infezione tubercolare disseminata multiviscerale con espressivita clinica prevalentemente osteoarticolare e morbo di Pott dorsale; cachessia secondaria con piaghe da decubito".
L'attuale postulatore assegnato alla causa è fra Giovangiuseppe Califano.
Papa Giovanni Paolo II l'ha proclamata beata nella basilica di San Pietro in Vaticano il 4 novembre 1990. La sua memoria liturgica ricorre il 2 aprile.